# Índices del Financial Times
El Financial Times, publica una serie de índices bursátiles armados sobre la base de promedios pesados de distintas selecciones de acciones y valores que cotizan en la Bolsa de Londres (London Stock Exchange). FTSE es un acrónimo de Financial Times Stock Exchange. Los índices al estar conformados por la evolución de numerosos valores bursátiles, brindan una idea aproximada de la evolución del mercado bursátil en su conjunto.
Los más difundidos son los denominados FTSE 100 y FTSE 250 basados en los valores de las 100 principales empresas que cotizan en la Bolsa de Londres y las empresas más grandes de la 101 a la 350 respectivamente.   

## FTSE 100
El principal indicador del FTSE 100 es el FTSE 100 Index. El índice FTSE 100, denominado popularmente como Footsie 100, es publicado por 100 principales empresas que cotizan en la Bolsa de Londres. El índice fue desarrollado con un nivel base de 1000 a fecha 3 de enero de 1984. La capitalización de las empresas que componen el índice supone el 70% del valor total del mercado de valores de Londres. Los valores ponderan por el criterio de capitalización. Se revisa trimestralmente, el primer viernes de marzo, junio, septiembre y diciembre. Las sesiones se desarrollan de lunes a viernes.

## FTSE 250
El FTSE 250 Index (también conocido como Footsie) es un índice de capitalización mesurado de 250 empresas británicas en la Bolsa de Londres. Son las empresas más grandes seleccionadas trimestralmente de la 101 a la 350, teniendo su cotización principal en el índice. Promociones y degradaciones del índice se dan trimestralmente y tienen lugar en marzo, junio, septiembre y diciembre. Este índice se calcula en tiempo real y se publican cada minuto.
Un buen número de empresas dentro de este índice son fondos de inversión. Al 30 de septiembre de 2008, la capitalización de mercado neto de índice FTSE 250 161 mil millones de libras esterlinas (o 13 por ciento del FTSE 100 Index).

## FTSE 350
El índice FTSE 350 Index, combina al FTSE 100 y al FTSE 250.

## FTSE SmallCap Index
El índice FTSE SmallCap Index, está formado tomando un promedio ponderado de la cotizaciones de empresas con bajos niveles de capitalización.

## FTSE All-Share Index
El índice FTSE All-Share Index, es la agregación de las FTSE 100 Index, FTSE 250 Index y el FTSE SmallCap Index.

## Otros índices del Grupo FTSE
El Grupo FTSE publica otros índices, que son: 
- FTSE AIM UK 50 Index
- FTSE All-Share Index
- FTSE/Athex Large Cap
- FTSE Bursa Malaysia Index
- FTSE Fledgling Index
- FTSE Italia Mid Cap
- FTSE MIB
- FTSE techMARK 100
- FTSE4Good Index
- FTSEurofirst 300 Index